# The Divine Miss M
The Divine Miss M — дебютний студійний альбом американської співачки і актриси Бетт Мідлер, який був випущений в 1972 році на лейблі Atlantic Records. Альбом, в основному, складається з кавер-версій класичних шлягерів 50-х, 60-х років. Назва альбому — відсилання до сценічного прізвиська Мідлер — «Божественна міс М».
На 16-ій церемонії «Греммі» за запис цієї платівки Бетт Мідлер здобула перемогу в номінації «Кращий новий виконавець». Також альбом був номінований в категорії «Альбом року».

## Список композицій
| Перша сторона | Перша сторона          | Перша сторона                             | Перша сторона |
| #             | Назва                  | Автор                                     | Тривалість    |
| ------------- | ---------------------- | ----------------------------------------- | ------------- |
| 1.            | «Do You Want to Dance» | Bobby Freeman                             | 2:44          |
| 2.            | «Chapel of Love»       | Jeff Barry, Ellie Greenwich, Phil Spector | 2:55          |
| 3.            | «Superstar»            | Bonnie Bramlett, Leon Russell             | 5:11          |
| 4.            | «Daytime Hustler»      | Jeff Kent                                 | 3:34          |
| 5.            | «Am I Blue»            | Harry Akst, Grant Clarke                  | 5:25          |

| Друга сторона | Друга сторона             | Друга сторона                   | Друга сторона |
| #             | Назва                     | Автор                           | Тривалість    |
| ------------- | ------------------------- | ------------------------------- | ------------- |
| 6.            | «Friends»                 | Mark Klingman, Buzzy Linhart    | 2:50          |
| 7.            | «Hello in There»          | John Prine                      | 4:17          |
| 8.            | «Leader of the Pack»      | George Morton, Barry, Greenwich | 3:30          |
| 9.            | «Delta Dawn»              | Larry Collins, Alex Harvey      | 5:18          |
| 10.           | «Boogie Woogie Bugle Boy» | Don Raye, Hughie Prince         | 2:25          |
| 11.           | «Friends»                 | Klingman, Linhart               | 2:54          |

| Перевидання, 2016 (диск 2) | Перевидання, 2016 (диск 2)                 | Перевидання, 2016 (диск 2)                   | Перевидання, 2016 (диск 2) |
| #                          | Назва                                      | Автор                                        | Тривалість                 |
| -------------------------- | ------------------------------------------ | -------------------------------------------- | -------------------------- |
| 1.                         | «Chapel of Love» (Single Mix)              | Jeff Barry, Ellie Greenwich, Phil Spector    | 2:44                       |
| 2.                         | «Boogie Woogie Bugle Boy» (Single Version) | Don Raye, Hughie Prince                      | 2:18                       |
| 3.                         | «Do You Want to Dance?» (Single Mix)       | Bobby Freeman                                | 2:55                       |
| 4.                         | «Friends» (Single Mix)                     | Mark Klingman, Buzzy Linhart                 | 2:59                       |
| 5.                         | «Old Cape Cod» (Earliest Recording & Mix)  | Claire Rothrock, Milton Yakus, Allan Jeffrey | 2:52                       |
| 6.                         | «Marahuana» (Earliest Recording & Mix)     | Arthur Johnston, Sam Coslow                  | 2:32                       |
| 7.                         | «Superstar» (Alternate Recording)          | Bonnie Bramlett, Leon Russell                | 5:08                       |
| 8.                         | «Saturday Night» (Demo)                    | Randy Meisner, Don Henley, Glenn Frey        | 3:09                       |
| 9.                         | «Mr. Freedom & I» (Demo)                   | Mark Klingman                                | 3:01                       |

## Чарти
| Чарт (1972)                   | Позиція |
| ----------------------------- | ------- |
| Австралія (Kent Music Report) | 10      |
| Канада (PMR)                  | 5       |
| Японія (Oricon)               | 58      |
| США Billboard 200             | 9       |

## Сертифікації
| Регіон                                                                                          | Сертифікація | Продажі    |
| ----------------------------------------------------------------------------------------------- | ------------ | ---------- |
| Канада (Music Canada)                                                                           | Платиновий   | 100 000^   |
| США (RIAA)                                                                                      | Платиновий   | 1 000 000^ |
| *продажі, що базуються лише на сертифікаціях ^відвантаження, що базуються лише на сертифікаціях |              |            |